# O Abominável Dr. Phibes
The Abominable Dr. Phibes (bra/prt: O Abominável Dr. Phibes) é um filme de terror estrelado por Vincent Price, datado de 1971 e dirigido por Robert Fuest. 

## Elenco
- Vincent Price...Dr. Anton Phibes
- Joseph Cotten...Dr. Vesalius
- Peter Jeffrey...Inspetor Trout
- Virginia North...Vulnavia
- Terry-Thomas...Dr. Longstreet
- Sean Bury...Lem Vesalius
- Susan Travers...Enfermeira Allen
- David Hutcheson...Dr. Hedgepath
- Edward Burnham...Dr. Dunwoody
- Alex Scott...Dr. Hargreaves
- Peter Gilmore...Dr. Kitaj
- Maurice Kaufmann...Dr. Whitcombe
- Derek Godfrey...Crow
- Norman Jones...Sgt. Schenley
- John Cater...Waverley
- Hugh Griffith...Rabbi

## As músicas do Dr. Phibes
- O filme abre com War March of the Priests (Mendelssohn).
- A sucessão de assassinatos tem como acompanhamento canções que incluem  Charmaine, Darktown Strutters Ball (de Paul Frees), You Stepped out of a Dream, Close Your Eyes (1933) e Elmer's Tune.
- O filme traz também uma versão do sucesso de Frank Sinatra One For My Baby (And One More For The Road) (de Scott Peters)
- Over the Rainbow nos momentos e créditos finais do filme.